# Кишмахов, Баторий Шахимович
Баторий Шахимович Кишмахов (24 декабря 1931,  аул Псыж, ЧАО  - 9 апреля 2008, г. Подольск, Московской области) – физик-ядерщик, кандидат технических наук, один из первопроходцев советской науки в области создания термоэмиссионных преобразователей ядерной энергии и специальной металлооптики для мощных лазеров, учёный-физик, конструктор и технолог, лауреат Государственной премии СССР (1982). 

## Биография
В 1949 окончил Сухумскую среднюю школу № 4, поступил в Ленинградский кораблестроительный институт, затем продолжил учёбу в Горьковском политехническом университете, где защитил диплом инженера.
До 1955 работал в Калининградском инженерно-физическом институте. 
Затем молодого специалист, отличавшегося незаурядными способностями, пригласили для работы в СФТИ. 
В конце 1960-х был включён в состав группы учёных для создания и масштабного производства термоэмиссионных ядерных космических энергоустановок (ЯЭУ) во главе с ч.-к. Академии наук ГССР И. Г. Гвердцители в Подольском научно-исследовательском  институте (ныне – ФГУП НИИ НПО «Луч»), где он был сначала научный сотрудник, затем – главный технолог – начальник специальной технической лаборатории.
Коллектив учёных спец. отдела НИИ НПО «Луч», успешно справился с важнейшим заданием руководства страны, опередив аналогичные разработки в США и других странах на 10–15 лет. 
В настоящее время ЯЭУ различной мощности с успехом применяются на многих объектах особого назначения. 
В конце 1960-х – начале 1970-х перед отечественной наукой была поставлена еще одна цель государственной важности – создание мощных лазеров для снабжения энергией искусственных спутников земли, передача энергии в виде лазерного излучения на большие расстояния. Для решения этой задачи требовалось устройство, основным элементом которого являлась система специальных металлических зеркал (металлооптики). 
В октябре 1977 эта работа в НИИ НПО «Луч» была поручена Баторию Шахимовичу.
Уже в конце 1978 на научном совещании заказчика и учёных НИИ НПО «Луч» было признано, что задача создания специальных зеркал, обеспечивающих передачу энергии на большие расстояния, решена. 
В 1982 защитил кандидатскую диссертации по теме «Технология термоэмиссионного ЭГК и изготовления зеркал мощных лазеров». 
В последние годы жизни, будучи тяжело больным, продолжал консультировать коллектив учёных и специалистов института по многим ключевым вопросам важнейших исследований и разработок различных изделий для нужд науки, обороны и экономики страны. 

## Научный вклад
Осуществлял многочисленные исследования, создал новые твёрдые и сверхтвёрдые инструментальные материалы и сплавы, технологии их обработки, важнейшие узлы и детали для ЯЭУ.
более 200 закрытых научных трудов и 50 изобретений.
Ему принадлежит определяющая роль в создании уникальной космической установки «Енисей». Постоянное совершенствование конструкции и производства изделий, комплектующих этот аппарат, позволило повысить его надежность с 500 часов непрерывной наработки в начале 70-х годов до пяти лет в конце 80-х.

## Награды
За успехи, достигнутые в разработке и создании силовой металлооптики для мощных лазерных установок различного предназначения, был удостоен Государственной премии СССР (1982).
Баторий Шахимович поощрялся именными часами Министерства среднего машиностроения, двумя нагрудными знаками «Изобретатель СССР», носил звание «Ветеран атомной промышленности и энергетики».

## Семья
Кишмахов Баторий – выходец из знатной абазинской дворянской семьи. Его прапрадед Батоко служил в царской армии войсковым старшиной,  погиб в результате заговора офицеров штаба царских войск правого крыла Кавказской армии в Прочноокопске в середине XIX века
Отец - Шахим Муссович Кишмахов, в 1910 году окончил Ставропольскую гимназию, имел диплом юриста. После революции он вел единоличное хозяйство на выделенном ему новой властью наделе. В 1923 году был назначен заведующим отделом труда КЧАО, а с 1924 по 1926 годы руководил отделом уголовного розыска Баталпашинска. 24 декабря 1929 года Шахима Кишмахова арестовали по подозрению в агитации населения против Советской власти,  через три месяца его освободили. В январе 1933 года снова арестовали и на этот раз отправили в Архангельский лагерь на 10 лет.
Cупруга Батория Шахимовича – Клавдия Ивановна Кишмахова, работавшая с ним в институте и принимавшая непосредственное участие во многих исследованиях, разработках и испытаниях.
Дочь Дарихан – выпускница Московского инженерно-физического института, инженер-физик, работала инженером-переводчиком иностранной технической научной литературы НПО «Луч» и в ООО «Радуга-Хит».
Сын Тимур –  инженер, окончил Подольский технический колледж и Московский госуниверситет им. С.Ю. Витте. 